# 星海湾街道
星海湾街道，是中华人民共和国辽宁省大連市沙河口区下辖的一个乡镇级行政单位。

## 行政区划
星海湾街道下辖以下地区：
海州社区、龙江路社区、星海公园社区、连山社区、化物所社区、星南社区、星海广场社区、星北社区、新希望社区、解放社区、玉华社区、中山路社区、集贤社区、新华社区、莲花山社区、碧海社区和星河社区。